# Can’t Let Go
Can’t Let Go – piosenka Mariah Carey, wydana jako drugi singel z albumu „Emotions” z 1991 roku.

## Lista utworów
- U.S. CD single (cassette single/7" single)

1. "Can’t Let Go" (Edit)
2. "To Be Around You"

- UK CD Single Part 1

1. "Can’t Let Go" (Edit)
2. "To Be Around You"
3. "The Wind"

- UK CD Single Part 2

1. "Can’t Let Go" (Edit)
2. "I Don’t Wanna Cry"
3. "All In Your Mind"

- UK cassette single

1. "Can’t Let Go" (Edit)
2. "To Be Around You"

## Pozycje na listach przebojów
| Lista (1991)                                    | Najwyższa pozycja | Numer lidera lista |
| ----------------------------------------------- | ----------------- | ------------------ |
| U.S. Billboard Hot 100                          | 2                 | -                  |
| U.S. Billboard Hot R&B/Hip-Hop Singles & Tracks | 2                 | —                  |
| U.S. Billboard Adult Contemporary               | 1                 | 4th                |
| Australian ARIA Singles Chart                   | 63                | —                  |
| Lista (1992)                                    | Najwyższa pozycja | Numer lidera listy |
| U.S. ARC Weekly Top 40                          | 1                 | 6th                |
| Canadian Singles Chart                          | 7                 | —                  |
| Israeli Singles Chart                           | 17                | —                  |
| UK Singles Chart                                | 20                | —                  |